# Баглик Руслан Євгенович
Русла́н Євге́нович (Євгенійович) Ба́глик (нар. 29 вересня 1997 — 25 червня 2018) — молодший сержант Збройних сил України, учасник російсько-української війни.

## Життєпис
Народився 1997 року в місті Тростянець (Сумська область). У вересні 2004-го року розпочав навчання в школі № 2. В старших класах перейшов до Станівської школи, яку і закінчив 2013 року (мешкав у селі Станова з батьками).
На військовій службі з 2015 року, в 92-й бригаді — з 28 березня 2018-го; молодший сержант, навідник 2-го батальйону.
19 червня 2018 року зазнав тяжкого наскрізного поранення голови кулею снайпера неподалік Авдіївки в районі Донецької фільтрувальної станції. В непритомному стані його було доправлено до обласної клінічної лікарні, тиждень перебував у комі. 25 червня 2018-го помер в Обласній клінічній лікарні ім. Мечникова міста Дніпро, так і не прийшовши до тями; поруч був батько.
27 червня 2018 року похований в селі Станова.
Без Руслана лишились батьки (батько — ветеран війни в Афганістані).

## Нагороди та вшанування
- Указом Президента України № 239/2018 від 23 серпня 2018 року «за особисту мужність і самовіддані дії, виявлені у захисті державного суверенітету та територіальної цілісності України, зразкового виконання військового обов'язку» — нагороджений орденом «За мужність» III ступеня (посмертно)[3]
- Нагороджений почесним знаком «За героїзм та мужність»[2].